# Tsegaye Mekonnen
Tsegaye Mekonnen (* 15. Juni 1995) ist ein äthiopischer Marathonläufer.

## Werdegang
Bei den Leichtathletik-Juniorenweltmeisterschaften 2012 in Barcelona wurde er Fünfter über 5000 Meter.
2013 wurde er Dritter beim Porto-Halbmarathon.
2014 siegte er beim Dubai-Marathon mit der Junioren-Weltbestzeit von 2:04:32 h. Es war das bis dahin drittschnellste Marathondebüt auf einer rekordtauglichen Strecke.
Im April 2017 konnte er den Hamburg-Marathon gewinnen.

## Sportliche Erfolge
| Datum/Jahr    | Rang | Wettbewerb                                      | Austragungsort | Distanz  | Zeit     | Bemerkung                                      |
| ------------- | ---- | ----------------------------------------------- | -------------- | -------- | -------- | ---------------------------------------------- |
| 23. Apr. 2017 | 1    | Hamburg-Marathon                                | Hamburg        | Marathon | 2:07:26  |                                                |
| 13. Apr. 2014 | 3    | London-Marathon 2014                            | London         | Marathon | 2:06:30  |                                                |
| 24. Jan. 2014 | 1    | Dubai-Marathon                                  | Dubai          | Marathon | 2:04:32  | Junioren-Weltbestzeit und persönliche Bestzeit |
| Juli 2012     | 5    | Leichtathletik-Juniorenweltmeisterschaften 2012 | Barcelona      | 5000 m   | 13:44,43 |                                                |

(DNF – Did Not Finish)

## Bestzeiten
- 5000 m: 13:44,43 min, 14. Juli 2012, Barcelona
- 10.000 m: 28:15,5 min, 11. Juni 2014, Addis Abeba
- Halbmarathon: 1:01:39 h, 24. Januar 2014, Dubai
- 30-km-Straßenlauf: 1:28:15 h, 24. Januar 2014, Dubai
- Marathon: 2:04:32 h, 24. Januar 2014, Dubai